# Phaenocarpa bruesi
Phaenocarpa bruesi är en stekelart som beskrevs av Marsh 1974. Phaenocarpa bruesi ingår i släktet Phaenocarpa och familjen bracksteklar. Inga underarter finns listade i Catalogue of Life.